# 福島県道167号浪江停車場線
福島県道167号浪江停車場線（ふくしまけんどう167ごう なみえていしゃじょうせん）は、福島県双葉郡浪江町にある一般県道である。

## 路線概要
- 起点：福島県双葉郡浪江町権現堂字上続町（JR常磐線 浪江駅前）
- 終点：福島県双葉郡浪江町権現堂字新町
- 総延長：335 m[1]
  - 実延長：総延長に同じ
- 路線認定年月日：1959年8月31日[2]

## 通過する自治体
- 福島県
  - 双葉郡浪江町

## 接続・交差する道路
- 福島県道253号落合浪江線（権現堂字新町 終点）

## 沿線
- JR常磐線 浪江駅